# Ž
O Ž (minúscula: ž) é uma letra  composta do Z latino adicionado do caron (em tcheco/checo:  háček, em eslovaco:  mäkčeň e em esloveno:  strešica) utilizada em várias línguas, para exprimir o fonema [ʒ], lido como o j português.

## Descrição
Ele é usado em vários contextos, geralmente representando o fonema fricativo palatoalveolar sonoro, som este similar ao g em gente, ou o j português como em jarra. No alfabeto fonético internacional este som é representado por [ʒ], mas em raros casos o ž é usado no alfabeto fonético norte americano (APA), assim como no alfabeto fonético urálico. Além disto, o ž é usado como romanização do cirílico ж no sistema ISO 9 e na transliteração científica.
No seu uso em computadores, Ž e ž são gerados através da codificação Unicode U+017D e U+017E, respectivamente.  Em computadores que utilizam o sistema operacional Windows, estes sinais podem ser digitados através dos atalhos Alt+0142 e Alt+0158, respectivamente.
Com exceção do estoniano e turcomeno, Ž é a última letra dos alfabetos que a possuem.

## Origem
O símbolo surgiu com o alfabeto checo do século XV, através das reformas feitas por Jan Hus. Também foi usado pelo eslovaco, língua estreitamente aparentada com o tcheco. Do tcheco, o símbolo foi adotado pelo alfabeto croata por Ljudevit Gaj em 1830, e depois pelo eslovaco, esloveno e bósnio. Contudo, ele ainda figura nas ortografias bálticas, algumas urálicas e outras línguas.